# 弗朗齐歇克·谢夫奇克
弗朗齐歇克·谢夫奇克（捷克語：František Ševčík，1942年1月11日—2017年7月22日），捷克男子冰球运动员。他曾代表捷克斯洛伐克国家队参加1968年冬季奥林匹克运动会冰球比赛，获得一枚银牌。